# Feldafing
Feldafing är en kommun och ort i Landkreis Starnberg i Regierungsbezirk Oberbayern i förbundslandet Bayern i Tyskland.  Feldafing har cirka 
4 400 invånare.
Under Tredje rikets era inrättades en elitskola, Reichsschule Feldafing, för Nationalsocialistiska tyska arbetarepartiet (NSDAP). Under andra världskriget fanns ett koncentrationsläger i Feldafing, som var ett satellitläger till Dachau.
Efter andra världskriget byggde de amerikanska ockupationsmyndigheterna om Reichsschule och satellitlägret till ett läger för internflyktingar (displaced persons).